# Dicaeum vulneratum
El Picaflores cenizo (Dicaeum vulneratum) es una especie de ave paseriforme en la familia Dicaeidae.

## Distribución
Es endémica de las selvas de Ceram, Ambon y otras islas Lease (Molucas).